# 1953 год в истории изобразительного искусства СССР
1953 год был отмечен рядом событий, оставивших заметный след в истории советского изобразительного искусства.

## События
- Весенняя выставка ленинградских художников 1953 года открылась в залах Ленинградского Союза советских художников. Представлены работы Ивана Абрамова, Николая Бабасюка, Всеволода Баженова, Леонида Байкова, Константина Белокурова, Дмитрия Беляева, Василия Викулова, Николая Володимирова, Льва Вольштейна, Екатерины Ефимовой, Елены Костенко, Николая Кострова, Анны Костровой, Александры Левушиной, Веры Любимовой, Пен Варлена, Ивана Пентешина, Юрия Подляского, Михаила Понятова, Игоря Раздрогина, Ивана Савенко, Юрия Скорикова, Елены Скуинь, Елены Табаковой, Виктора Тетерина, Николая Тимкова, Михаила Ткачёва, Бориса Фогеля, Рудольфа Френца и других мастеров изобразительного искусства Ленинграда. Издан подробный каталог работ.[1]
- Ректором Ленинградского института живописи, скульптуры и архитектуры имени И. Е. Репина назначен Виктор Михайлович Орешников, профессор живописи, член-корреспондент Академии художеств СССР, возглавлявший институт до 1977 года.[2]
- В Саратове открыт памятник Н. Г. Чернышевскому. Авторы памятника скульптор Кибальников А. П. и архитектор Гришин Н. П. Журнал «Художник» писал о памятнике Н. Г. Чернышевскому: «Он покоряет подлинной гармоничностью скульптурно-архитектурного замысла, благородством скульптурной пластики, глубиной мысли и взволнованностью эмоционального состояния. Памятник истинно красив - не о многих памятниках послевоенного времени можно сказать это».[3]
- 17 октября — Вторая Всесоюзная выставка дипломных работ студентов художественных институтов СССР выпуска 1953 года открылась в Москве. Экспонировались работы Ореста Бетехтина, Николая Галахова, Марка Клионского, Бориса Котика, Николая Ломакина, Валерии Лариной, Владимира Селезнёва, Соломона Эпштейна и других молодых художников. Издан иллюстрированный каталог работ.[4]
- Выставка произведений Дмитрия Николаевича Кардовского (1866—1943), известного художника и педагога открылась в Музее Академии художеств в Ленинграде[5]

## Скончались
- 31 мая — Татлин Владимир Евграфович, русский советский художник (род. в 1885).
- 25 июня — Осмёркин Александр Александрович, русский советский живописец и педагог (род. в 1892).
- 29 июня — Яковлев Василий Николаевич, советский живописец и педагог, Народный художник РСФСР, лауреат Сталинских премий (род. в 1893).
- 4 июля — Котов Пётр Иванович (род. 1889), русский советский живописец, заслуженный деятель искусств РСФСР, действительный член Академии художеств СССР.
- 6 октября — Мухина Вера Игнатьевна, русский советский скульптор, Народный художник СССР, автор монумента «Рабочий и колхозница» (род. в 1889).